# Ievlaque (cidade)
Yevlakh (em azeri:  Yevlax) aportuguesada como Ievlaque, é uma cidade no Azerbaijão, 265 km a oeste da capital Bacu.

É separado do Distrito de Yevlakh, porém administrado pelo mesmo. Tem cerca de 70 mil habitantes e é a nona maior cidade do Azerbaijão.

## Etimologia
O assentamento é mencionado pela primeira vez pelo historiador armênio Estêvão Orbeliano no Século XIII na forma de ''Evaylakh''. O nome "Yevlakh" é derivado do túrquico antigo e significa algo como "pantano" ou "terra molhada" de acordo com o geógrafo soviético do século XX Evgeny Pospelov.

## Localização
Fica a cerca de 20 quilômetros de Mingachevir, a quarta maior cidade do país. A cidade fica localizada numa planície no centro do Azerbaijão nas margens do Rio Cura, um rio que desagua no sudeste do país, perto da cidade de Neftchala.

## Transporte
Ievlaque é uma das cidades que se passa a Ferrovia Bacu-Tiblíssi-Carse, uma das principais da Transcaucásia. Ela cruza o Azerbaijão, a Geórgia e termina na Turquia.

A ferrovia Baku-Tbilissi-Carse cruza a cidade.

Além desta ferrovia, a cidade abriga também o Aeroporto de Yevlax, o único da cidade e o maior da região.

## Ver Também
- Divisões administrativas do Azerbaijão
- Geografia do Azerbaijão
- Cáucaso
- História da Armênia